# 何氏語林
《何氏語林》，簡稱《語林》，三十卷，明代何良俊編撰。
《何氏語林》書名因襲裴啟《語林》，采輯兩漢至元代文人的言行。全書分三十八門，其中三十六門全依《世說新語》之舊例，意在模仿《世說新語》，僅增「言志」、「博識」二門，共2787條，部分條目引載《世說新語》正文或註文，共有幾十條。但「剪裁鎔鑄，具有簡澹雋雅之致」，與《世說新語》渾然一體。於明嘉靖二十九年至三十一年（1552）由何良俊清森閣、繙經堂刊成印行，書前載有文徵明序，印行後又補刊了陸師道後序。《何氏語林》自嘉靖刻本之後，明代尚有茅坤批點的天啟刻本，清代有《四庫全書》本，民國十八年（1929）有《重校何氏語林》鉛字排印線裝本。《何氏語林》三十卷，卷帙浩繁，但流傳甚廣，韓國亦有傳本。後來王世貞又將劉義慶《世說新語》與何良俊《何氏語林》二書，刪其重複，合併為一書，名為《世說新語補》，經刊印後，流傳非常廣，「梨棗不啻數十易」，《世說新語補》甚至遠傳至日本、韓國，且在日本又產生了大量新刊版本，並掀起明清以後的“世說”仿作潮。此亦可視為《何氏語林》的影響之一。